# Sociedade do Crescente Vermelho Argelino
O Crescente Vermelho Argelino é uma organização de voluntariado humanitário argelina fundada em 1957. Foi reconhecida pelo Movimento Internacional da Cruz Vermelha e do Crescente Vermelho apenas desde 1963.

## História e criação do Crescente Vermelho argelino
A sociedade do Crescente Vermelho argelino nasceu das missões humanitárias preliminares do Comité Interno da Cruz Vermelha (CICV) durante a Guerra da Argélia de 1954–1962. Embora o governo colonial francês tenha proporcionado aos estudantes argelinos educação respeitante aos direitos humanos, eles não tiveram acesso explícito a esses direitos em certas situações de motivação política.
A necessidade pelo Comité Internacional da Cruz Vermelha foi representada na sua primeira missão a 1 de fevereiro de 1955, quando a organização enviou ajuda aos detidos e suas famílias, que sofriam violações de direitos humanos e maus-tratos durante o seu encarceramento. Durante esse tempo, acompanhado por um profissional de saúde, o CICV conduziu reuniões com presidiários e funcionários a respeito das condições das instalações sanitárias, dormitórios e cozinhas, bem como investigações sobre tratamento médico e saúde. O sucesso dessa missão trouxe assistência, suprimentos, recomendações e abriu um precedente para o CICV voltar de 12 de maio a 28 de junho de 1956 para visitar 61 campos de internamento, onde encontraram evidências de tortura e má conduta. Essas descobertas foram importantes para o estabelecimento do Crescente Vermelho argelino a 10 de janeiro de 1957, já que uma presença mais consistente era necessária em Argel para monitorizar os direitos humanos nos centros de detenção. Na verdade, a organização foi estabelecida pela primeira vez em dois locais, Tânger, Marrocos e Túnis, Tunísia, onde a liderança da Frente de Libertação Nacional (NLF) vivia em exílio. Mamia Chentouf foi uma das fundadoras em Tunis. Depois do seu estabelecimento, o Crescente Vermelho argelino ajudou o CICV a fornecer ajuda aos quarenta mil refugiados ao país vizinho Marrocos, como resultado de sua independência recém-concedida a 2 de março de 1956.

## Missões do Crescente Vermelho argelino
Desde a formação do Crescente Vermelho argelino em 1957, a organização continua ativa na prestação de assistência humanitária em toda a Argélia. Como Pierre Gaillard comentou sobre sua experiência pessoal com o Crescente Vermelho argelino, quando um avião israelita da companhia aérea El Al foi sequestrado para Argel em 1962, o Crescente Vermelho argelino atuou na receção do delegado do CICV e direcionou os responsáveis pelo processo, efetivamente preservando a segurança dos argelinos.
Mais recentemente, a 18 de outubro de 2008, o Crescente Vermelho argelino respondeu a um deslizamento de terras catastrófico na região de Ghardaïa que resultou numa dúzia de vítimas, bem como no deslocamento de mais de mil argelinos. Mais de quatrocentos e cinquenta membros do Crescente Vermelho argelino contribuíram para o esforço de assistência evacuando civis, prestando primeiros socorros e distribuindo ajuda de emergência, incluindo alojamento temporário, tabletes de purificação de água, suprimentos sanitários, cobertores, utensílios de cozinha, cuidados básicos de saúde e programas de apoio psicológico.

A 3 de junho de 2016, a organização forneceu quinhentos pacotes de ajuda nutricional para as comunidades de Tizi Mahdi, Bouaichoune, Bouchrahil e Guelb El Kebir na região de Wilaya de Médea depois de os pequenos aglomerados populacionais já socialmente estratificados (Hameaux) terem sido atingidos por um terremoto.